# Feröer politikai élete

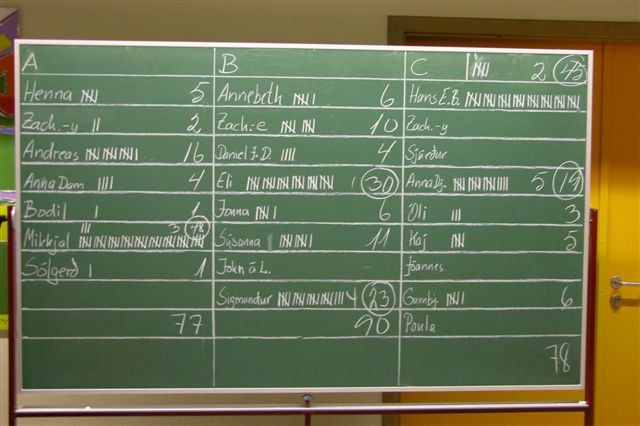
Szavazatszámlálás Porkeriben a 2004. novemberi helyhatósági választásokon

Feröer politikai életét alapvetően a Dániához főződő viszony határozza meg. Feröer 1380 óta a Dán Királysághoz tartozik, bár 1948 óta széles körű autonómiát élvez. Saját parlamentje van (a Løgting), de a Folketingbe is delegál két képviselőt. A pártok egyik része az unió fenntartásának híve, a többi a függetlenséget képviseli. Dániával ellentétben Feröer nem tagja az Európai Uniónak.

## Alkotmány, államforma
Az 1035 óta norvég fennhatóság alatt levő szigetcsoport a dán-norvég perszonálunió folytán 1380 óta politikailag Dániához kötődik. Az 1814-es Kieli béke után dán fennhatóság alatt maradtak, és – Grönlanddal együtt – máig a Dán Királysághoz tartoznak. 1852-ben újjáalakították saját parlamentjüket, a Løgtinget.
1948. április 1. óta az autonómiatörvény értelmében Feröer széles körű önkormányzattal és saját zászlóval is rendelkezik. A feröeriek külön országnak számítanak a Dán Királyságon belül. Vannak azonban befolyásos csoportok, amelyek a Dániától való teljes elszakadásra törekednek. A szeparatista republikánus és a pragmatikus Dánia-barát pártok közötti erőegyensúly kiegyenlített; a Løgtingben gyakoriak a két oldalt átívelő koalíciók. Feröer két képviselőt küld a dán parlamentbe, a Folketingbe.

## Törvényhozás, végrehajtás
A törvényhozás területén az 1948-as autonómiatörvény alapvető változást hozott: az addig csak tanácskozási joggal rendelkező Løgting számos területen törvényhozó hatalmat kapott. A törvény szerint a törvényhozás különféle területei egy A-listára és egy B-listára oszlanak.
- Az A-lista területei a Løgting hatáskörébe kerülhetnek, ha a Løgting vagy a dán kormány úgy dönt.
- A B-lista területei csak akkor kerülhetnek a Løgting hatáskörébe, ha a feröeri és a dán kormány megegyeznek a feltételekről.

A honvédelem és a külpolitika nem tartozik a törvény hatálya alá, ezek a Dán Királyság kizárólagos jogkörei – jóllehet a 2005-ös Fámjini szerződés ezeken a területeken is növelte a feröeri parlament kompetenciáját.
Feröer államfője II. Margit dán királynő. A Dán Királyság képviseletét a feröeri főbiztos (Ríkisumboðsmaður) látja el.
A kormányfő 2015 óta az szociáldemokrata Aksel V. Johannesen.

### Politikai pártok

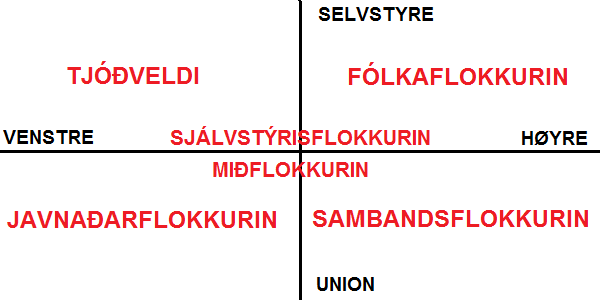
A feröeri politika koordináta-rendszere: baloldal, jobboldal, függetlenség (fent), unió (lent)

A feröeri politikai élet szereplői alapvetően két tengely mentén határozhatók meg: az egyik a Dániához fűződő viszony, a másik a gazdaság- és társadalompolitikát leíró hagyományos jobb-bal felosztás. A négy nagy párt politikája ezen dimenziók mentén a következő:
- A Fólkaflokkurin konzervatív-liberális irányultságú és függetlenségpárti.
- A Javnaðarflokkurin szociáldemokrata álláspontot képvisel, és azt hangsúlyozza, hogy a feröeri hatóságok jogköreinek bővítését a Dán Királyság keretei között kell megoldani.
- A Tjóðveldi fő célja Feröer függetlensége, miközben alapvetően szociáldemokrata irányvonalat követ.
- A Sambandsflokkurin egy liberális párt, amely a jelenlegi alkotmányos rend fenntartását és a dán hatóságokkal val együttműködést támogatja.[5]

## Jogrendszer, igazságszolgáltatás
2011-ben, csaknem negyedszázados szünet után történt gyilkosság Feröeren, melyet egy horvát férfi követett el.

## Külpolitika, nemzetközi tagság

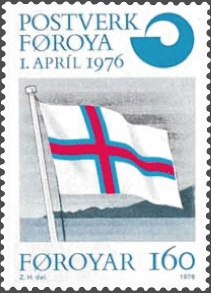
Feröer zászlaja

Feröer 2005. március 29. óta saját kül- és biztonságpolitikát is folytathat. 2002 óta van diplomáciai képviselete Londonban, formálisan a dán nagykövetség részeként. Ez látja el az ország képviseletét a Nemzetközi Tengerhajózási Szervezetnél, az ENSZ londoni székhelyű intézményénél (amelynek Feröer társult tagja), valamint az Ír Köztársaságnál is. Már korábban megnyílt a brüsszeli Európai Uniós és a koppenhágai Északi Tanács képviselet; negyedik, izlandi  külképviseletét pedig 2007. szeptember 15-én nyitotta meg Reykjavíkban.
Feröer Dániával ellentétben nem tagja az Európai Uniónak. Az Északi Tanácsba két tagot delegál.
A 2005-ös Ólavsøka alkalmával jelentette be Eidesgaard, hogy Feröer pályázik az EFTA tagságra. Az ehhez szükséges kérvényt már 2006-ban benyújtja a kormány, a kérdés az, hogy Dánia hozzájárul-e ehhez. A tagság a halászat terén jelentene előnyt, mivel a szomszédos Izland és Norvégia is EFTA-tag.

## Védelmi rendszer
Feröernek nincs saját hadserege, és lakosai nem tartoznak a dániai sorkötelezettség hatálya alá, de hivatásosként feröeriek is szolgálnak a dán hadseregben, többek között a királynő testőrségében is. A NATO radarállomást működtet Mjørkadalur közelében.

## Civil szervezetek
Említésre méltó az Amnesty International feröeri szervezete, amely 1300 tagot számlál, és 1965-ös alapításával az egyik legrégebbi alapszervezet a világon.
A cserkészeket a Føroya Skótaráð fogja össze: négy szövetség kb. 30 csapatában mintegy 1400 cserkész tevékenykedik.